# Cola nigerica
Cola nigerica là một loài thực vật có hoa thuộc họ Sterculiaceae.
Loài này có ở Cameroon và Nigeria.
Môi trường sống tự nhiên của nó là các khu rừng khô nhiệt đới hoặc cận nhiệt đới.
Nó bị đe dọa do mất môi trường sống.